# Petra
Petra (arapski: البتراء, al-Bitrā’; grčki: πέτρα, što znači "stijena") je napušteni grad na području današnjeg Jordana, a u vrijeme antike je bio glavni grad Nabatejaca. Poznata je upravo po svojim helenističkim građevinama uklesanim u stijene, ali i vodovodnom sustavu, koji su otkriveni zapadu tek 1812. godine. God. 1985., Petra je upisana na UNESCO-ov popis mjesta svjetske baštine u Aziji i Oceaniji kao "jedno od najvrjednijih kulturnih dobara baštine čovječanstva".
Danas se Petra smatra jednom od najvećih znamenitosti Bliskog istoka, i najveća je turistička atrakcija Jordana. God. 2007., odabrana je i kao jedno od "novih" sedam svjetskih čuda.

## Položaj i značenje
Petra se nalazi na pola puta od zaljeva Akaba prema Mrtvom moru na visini od 800 pa do 1350 m iznad razine mora u širokoj kotlini u brdskom području Edoma. Zahvaljujući strateški povoljnom položaju na raskrižju više karavanskih putova koji su spajali Egipat sa Sirijom i južnu Arabiju sa Sredozemljem, grad je u razdoblju od 5. stoljeća pr. Kr. pa do 3. stoljeća naše ere bio vrlo važno trgovačko središte. Petra je naročito kontrolirala raskrižje na putu tamjana. Taj prastari trgovački put vodio je od Jemena duž zapadne obale Arabije, a kod Petre se račvao na sjeverozapadni odvojak prema Gazi i drugi koji je smjerom prema sjeveroistoku išao do Damaska.
Pored povoljnog geografskog položaja, imala je i dobro skriveni položaj među strmim stjenovitim zidovima okolnih brjegova i, što je bilo posebno važno, sigurnu opskrbu vodom. I danas se do mjesta može doći samo uskom brdskom stazom sa sjeverozapada ili jednim stjenovitim klancem s istoka koji je dug oko 1,5 km a stijene između kojih se provlači dosižu visinu od oko 200 m dok je na najužem mjestu širok samo 2 m. Duž jednog stjenovitog zida klanca uklesan je žlijeb pokriven kamenim pločama kojim su Nabatejci dovodili u Petru vodu iz jednog brdskog potoka.
Sve to činilo je Petru privlačnom jer je pružalo sigurnost karavanama s juga Arabije koje su prenosile uglavnom skupocjenu robu: začine i svilu iz Indije, bjelokost iz Afrike, bisere iz Crvenog mora kao i tamjan s juga Arabije. Smola sa stabala tamjanove biljke (Boswellia sacra) bila je u cijelom antičkom svijetu vrlo cijenjena kao skupocjena žrtva bogovima, ali i kao lijek. Carine i posredovanje u trgovini donosili su Nabatejcima vrlo velike prihode.

## Povijest
Nije nedvosmisleno dokazano kako su Nabatejci nazivali svoj glavni grad. Stari zavjet spominje mjesto u Edomu imenom Sela (stijena, kamen). Ali sporno je odnosi li se to na nabatejski glavni grad koji grčki izvori navode pod imenom Petra, što također znači "stijena". Međutim, u helenističkom svijetu je bilo više mjesta istog imena. Prema nekim drugim izvorima čija vjerodostojnost nije dokazana, Nabatejci su svoj glavni grad nazivali Reqem ili Reqmu što znači "crveni", a moglo bi se tumačiti kao asocijacija na boje stijena oko Petre.
Povijest grada je najuže povezana s Nabatejcima. Međutim, osim nekih uklesanih natpisa, Nabatejci nisu ostavili pisane tragove. Zbog toga, povijest Petre može se utvrditi samo u fragmentima i to iz biblijskih kao i grčkih i rimskih izvora.
Prema arheološkim nalazima, visinska dolina Petre bila je povremeno naseljena još u razdoblju starijeg kamenog doba (paleolitik), a od mlađeg kamenog doba (neolitik) – od oko 9000. pr. Kr. je trajno naseljena. Biblija spominje Horite i Edomite kao stanovnike tog područja od oko 1500. pr. Kr. Nakon što su Perzijanci osvojili Palestinu u 6. stoljeću pr. Kr., iz unutrašnjosti Arabije stiže semitski narod Nabatejaca (oko 500. pr. Kr.) i istiskuje Edomite. Sa stočarstva prelaze na kontrolu trgovačkih putova koji se stječu kod Petre.
Od 3. stoljeća pr. Kr. počinje rast značaja Petre. Stanovništvo, do tada polunomadi napuštaju svoje šatore i zamjenjuju ih trajnim nastambama. Istovremeno raste i učvršćuje se politička moć i oblikuje stabilna kraljevska vlast. Makabejci (vidi zeloti) prvi spominju u svojim tekstovima kralja Aretasa I. u godini 168. pr. Kr. Njemu i njegovim nasljednicima uspjelo je oduprijeti se utjecaju ptolemejskog Egipta, kao i proširivati područje utjecaja Petre na račun područja kojim je vladala dinastija Seleukida. Istovremeno, bili su otvoreni utjecajima svog helenističkog okruženja.
Napredovanje Petre se nastavilo. U vrijeme kralja Aretasa III. (87. pr. Kr. do 62. pr. Kr.) osvajaju Damask, miješaju se u borbe za vlast u Judeji i opsjedaju Jeruzalem. Tada se na tom području pojavljuje Rim i napredovanje Petre je zaustavljeno. Još gotovo 200 godina Petra zadržava unutrašnju samoupravu, blagostanje grada i dalje raste, a broj stanovnika, prema procjenama, dosiže 30.000 do 40.000. 
No, kad su ih 106. pobijedili Rimljani, postaju jedna od provincija Rimskog Carstva i postupno gube na značenju. Zatim doživljavaju dva snažna potresa (363. i 551.) a kad Arapi 663. osvajaju to područje, zadnji stanovnici napuštaju Petru. 

## Petra danas
Od vremena križara pa sve do 1812. niti jedan Europljanin nije bio u Petri. Oko 1800. godine još su samo pojedini znanstvenici po čuvenju naslućivali da bi negdje na Bliskom istoku mogao postojati jedan legendarni grad uklesan u stijenama. Ponovo ga je za Europljane otkrio Švicarac Burckhardt putujući po Arabiji. Više od 100 godina kasnije, Thomas Edward Lawrence (poznatiji kao "Lorens od Arabije"), piše u svom djelu "Sedam stupova mudrosti": "Petra je najdivnije mjesto na svijetu." Mislio je, da bi svaki opis mjesta izblijedio pred vlastitim doživljajem u susretu s Petrom.

## Najvažnije građevine
Sačuvano je oko 800 građevina i žrtvenika. Obilježeni su nabatejskim, grčko-helenističkim i rimskim utjecajima. Vrlo često se na samo jednom spomeniku mogu očitati stilski elementi sve tri kulture.
Riznica: Na izlasku iz kanjona koji s istočne strane ulazi u kotlinu Petre, nailazi se ravno na vjerojatno najpoznatiju građevinu Petre, Khazne al-Firaun. Izraz "građevina" i nije najtočniji, jer se kod očuvanih objekata u Petri ne radi o građenim spomenicima, nego o objektima koji su uklesani u žive stijene. Beduini su ju nazivali "Faraonska riznica", iako se ustvari radi o jednom od mnogih u stijenu uklesanih grobnica. Nije dokazano kad je rađena. Neki znanstvenici smatraju da je rađena u 1. stoljeću pr. Kr., dok drugi vjeruju da je iz 2. stoljeća nove ere, iz vremena cara Hadrijana.
Rimsko kazalište: Na putu od ulaska u kotlinu prema centru Petre, s lijeve strane se nalazi dosta dobro očuvan amfiteatar iz 1. stoljeća. I on je, kao i druge građevine, isklesan iz stijene. Ima 33 reda sjedala, i imao je oko 5000 mjesta. Kod klesanja amfiteatra, otvoreni su prilazi nizu grobnica koje su još ranije bile uklesane u stijene. Amfiteatar su otkrili američki arheolozi 1961.
Grobovi u kraljevskoj stijeni: Sjeverno od amfiteatra izdiže se tzv. kraljevski zid. Na oko pola visine stijene isklesano je više monumentalnih grobnica jedna do druge. Razaznaju se nabatejski, grčki i rimski utjecaji.
Ed-Deir, grobnica u stijeni: Na izlasku s područja nekadašnjeg grada, nalazi se možda najljepši spomenik ove izgubljene kulture, El-Deir. U prijevodu, ovo ime znači "samostan". Vjerojatno zato što su u srednjem vijeku ovdje obitavali redovnici. Nije skriven, leži visoko na brijegu i impresivan je ne samo zbog svoje veličine. Samo urna na vrhu ukrasnog okruglog hrama nad ulazom je visoka 9 m. Zbog njegovog jednostavnog ali monumentalnog stila, Ed-Deir se smatra jednim od vrhunaca nabatejske kulture.

## Vanjske poveznice
- 3D-obilazak Petre
- Video o Petri  Arhivirana inačica izvorne stranice od 31. listopada 2013. (Wayback Machine) (engl.)
- Petrapark.com  Arhivirana inačica izvorne stranice od 19. rujna 2020. (Wayback Machine), arheološki park
- Smartedaleel.com  Arhivirana inačica izvorne stranice od 12. rujna 2019. (Wayback Machine), Interaktivna karta stare Petre
- Bib-arch.org  Arhivirana inačica izvorne stranice od 16. kolovoza 2009. (Wayback Machine), "Solving the Enigma of Petra and the Nabataeans", Biblical Archaeology Review (engl.)